# Битка код Ришког превоја
Битка код Ришког превоја одиграла се 759. године између Византијског царства са једне и Првог бугарског царства са друге стране. Битка је завршена великом победом Бугара.

## Битка
Византијску војску је предводио Константин V Копроним, а бугарску кан Винех. До битке је дошло када је Константин покренуо велику војску с намером да Бугарску припоји Византији. Бугари су Византинце ухватили у заседу код Ришког превоја на Старој планини и нанели им тешке губитке. Теофан Исповедник наводи како је тада погинуо и Леон, стратегос за Тракију као и велики број византијских војника. Винех није знао искористити ту победу већ је са Византијом склопио неповољан мир. Због тога је убијен 761. године. Византинци ће се осветити Бугарима у следећој бици која ће се одиграти код Анхијала 763. године.